# اویتن
اویتن (به آلمانی: Oyten) یک شهر در آلمان است که در وردن واقع شده‌است. اویتن ۱۵٬۲۴۴ نفر جمعیت دارد.